# Ágnes Ullmann
Pour les articles homonymes, voir Ullmann.
Ágnes Ullmann, née le 14 avril 1927 à Satu Mare en Transylvanie (actuelle Roumanie), naturalisée française en 1966 et morte le 25 février 2019 dans le 16e arrondissement de Paris, est une chercheuse microbiologiste ayant exercé au Centre national de la recherche scientifique (CNRS) et à l'Institut Pasteur. Elle est notamment connue pour ses travaux pionniers de la compréhension de la régulation de l'expression génique dans les systèmes d'opérons.

## Biographie
Ágnes Ullmann démarre ses études à l'université Bolyai, en Roumanie jusqu'en 1947, puis obtient son doctorat en microbiologie à l'Université de Budapest en Hongrie. La Hongrie étant à l'époque en URSS, les travaux de Trofim Lyssenko sont alors pris en référence. Dans ce contexte, elle parvient à se procurer clandestinement un numéro du journal Combat, où figure l'article  "The Victory of Lyssenko Has No Scientific Basis.” contestant le lyssenkisme,. La découverte de cet article sera transformateur pour la suite de son parcours, car elle décide d'aller en rencontrer l'auteur : Jacques Monod.
En septembre 1957, elle est invitée à un symposium de biologie expérimentale à Londres durant lequel intervient son directeur de laboratoire, Brunó Ferenc Straub,. Elle obtient alors un visa pour quitter la Hongrie qui lui permettra d'également se rendre en France et de rencontrer Jacques Monod à l'Institut Pasteur qui lui permet d'effectuer un stage de recherche sous la direction de François Gros entre 1958 à 1959,. En 1960, Jacques Monod organise son évasion clandestine, et celle de son mari Tamas Erdös, depuis la Hongrie jusqu'en France, en passant par le statut de réfugiés en Autriche,,,. Ágnes Ullmann rejoint dès lors le laboratoire de Jacques Monod et obtiendra la nationalité française qu'en 1966,. Elle poursuit sa carrière de chercheuse en tant que Chargée de recherche (1962), Maître de recherche (1968), puis directeur de recherches au CNRS et au sein de l'Institut Pasteur en tant que  Chef de laboratoire (1978), chef de l'Unité de biochimie des régulations cellulaires (1979), directrice scientifique du Développement (1982‑1995), membre du conseil d'administration de l'Institut Pasteur, puis professeur (1983). Elle est membre honoraire de l'Académie hongroise des sciences et de l'Académie européenne de microbiologie (EAM) et a été membre de l'EMBO de 1983 jusqu'à sa mort en 2019. Au cours de sa carrière, elle est l'auteure de 180 publications scientifiques, éditrice ou coéditrice de 6 livres et 5 brevets.
Ágnes Ullmann a également été responsable de nombreux enseignements à l’Institut Pasteur, dont celui de microbiologie;  c'est elle qui a introduit le format de cours théoriques articulés avec de travaux pratiques sur des thématiques issues des laboratoires de recherche pasteuriens et animés par du personnel de recherche de l'Institut Pasteur.

## Travaux
Les premières activités de recherche d'Ágnes Ullmann ont débuté en 1949 dans le département de Chimie Médicale de l'université de Budapest, dirigé par Brunó Straub; elle travaillait alors sur les protéines musculaires, et plus particulièrement sur l'actine et son activité ATPase. Elle poursuit ses travaux  en publiant la première observation d'ATPase liée à la membrane cellulaire,. Ágnes Ullmann obtiendra son doctorat en Sciences Naturelles en 1958 à l'Université de Budapest sur la base de ses travaux sur la biosynthèse de l'alpha-amylase,.
En 1959, elle débute ses travaux sur la streptomycine dans le laboratoire de François Gros, qu'elle poursuit en Hongrie avec son mari Tamas Erdös sur des souches de mycobacterium friburgensis,. Elle publie 2 articles dans la revue Science démontrant pour la première fois que la streptomycine inhibe la production de protéines chez les bactéries,. De retour à l'Institut Pasteur en 1960, elle travaillera en collaboration avec François Gros, Georges Cohen, François Jacob et  Jacques Monod sur la compréhension de la structure de l'opéron lactose aboutissant à des expériences pionnières de l'usage de gènes de fusion in vivo et la compréhension du rôle des promoteurs dans le système opéron et le phénomène de complémentation génétique,,.  En 1967, elle démontre que l'AMP cyclique est un acteur clef pour le métabolisme de E. coli,,.
Ágnes Ullmann s'est ensuite intéressée au mode d'action de l'agent pathogène de la coqueluche. Elle démontre que la toxine augmente la production d’AMPc dans la cellule hôte et perturbe ainsi son métabolisme. La toxine facilite l'attaque de la cellule hôte par d’autres molécules ce qui permet à Ágnes Ullmann de développer des vaccins en couplant la toxine de la coqueluche génétiquement modifiée avec des fragments antigéniques contre lesquels une immunité se développe.
En 1978, elle publie, avec André Lwoff, un recueil d'essais de Jacques Monod et elle publie deux anthologies à sa mémoire,.

## Hommage
Ágnes Ullmann est faite chevalière de la Légion d'honneur en 1996.
Elle est récipiendaire de la distinction Doctor Honoris Causa de l’Université « Sapienza » de Rome saluant l'ensemble de sa carrière.
En 2002, elle reçoit la médaille d'or Robert Koch.
À son décès en 2019, Philippe Sansonetti, alors président de l'EAM (European Academy of Microbiology), rappelle l'apport pionnier des travaux d'Ágnes Ullmann en microbiologie et biologie moléculaire dans in memoriam,.
Le 11 décembre 2024, une cérémonie inaugurale en l'honneur d'Ágnes Ullmann a eu lieu à l'Institut Pasteur en la présence de l'ambassadeur e Hongrie, saluant son engagement tant dans son activité de recherche que pour sa contribution exceptionnelle aux programmes d'enseignements de l'Institut Pasteur.

## Publications
- Origins of molecular biology : a tribute to Jacques Monod, ASM Press, 2003 (ISBN 1-55581-281-3, OCLC 53138790)
- From enzyme adaptation to natural philosophy: heritage from Jacques Monod — proceedings of the Symposium "Jacques Monod and Molecular Biology, Yesterday and Today" held in Trani, Italy, 13-15 December 1986, Elsevier Science, 1987 (ISBN 0-444-80887-6, OCLC 15631828)
- Régulation de l'expression génétique : rôle de l'AMP cyclique, Hermann, 1986 (ISBN 2-7056-1416-8, OCLC 14962384)
- Ullmann, Jacob et Monod, « Characterization by in vitro complementation of a peptide corresponding to an operator-proximal segment of the β-galactosidase structural gene of Escherichia coli », Journal of Molecular Biology, Elsevier BV, vol. 24, no 2,‎ 1967, p. 339–343 (ISSN 0022-2836, PMID 5339877, DOI 10.1016/0022-2836(67)90341-5)
- Identification par complémentation in vitro et purification d'un segment peptidique de la beta-galatosidase d'escherichia coli. Ullmann A, Perrin D, Jacob F, Monod J. J Mol Biol. 1965 Jul;12(3):918-23. French. (DOI 10.1016/s0022-2836(65)80338-2.)
- Delétions fusionnant l’opéron lactose et un opéron purine chez Escherichia coli. Jacob F, Ullmann A, Monod J. 1965. J. Mol. Biol. 31:704–19 (DOI 10.1016/S0022-2836(65)80137-1)
- Catabolite repression in Escherichia coli mutants lacking cyclic AMP. Dessein A, Schwartz M, Ullmann A. Mol Gen Genet. 1978 Jun 1;162(1):83-7.(DOI 10.1007/BF00333853)
- Effect of streptomycin on the incorporation of amino acids labelled with carbon-14 into ribonucleic acid and protein in a cell-free system of a Mycobacterium. Erdos T, Ullmann A. 1959. Nature 183:618–19 9.(DOI 10.1038/183618a0)
- Effect of streptomycin on the incorporation of tyrosine labelled with carbon14 into protein of Mycobacterium cell fractions in vivo. Erdos T, Ullmann A. 1960. Nature 185:100–101 (DOI 10.1038/183618a0)
- Functional analysis of the cya promoter of Bordetella pertussis. Goyard S, Ullmann A. 1993. Mol. Microbiol. 7:693–704 (DOI 10.1111/j.1365-2958.1993.tb01160.x.)
- Transcriptional control of polarity in Escherichia coli by cAMP. Mol. Gen. Genet. 195:96–100 18. Guiso N, Ullmann A. 1976. (DOI 10.1007/BF00332730)